# Herman Pieter Schim van der Loeff
Herman Pieter Schim van der Loeff ('s-Hertogenbosch, 20 november 1837 - Leiden, 18 december 1906) was een Nederlandse predikant.

## Leven en werk
Schim van der Loeff, lid van de familie Van der Loeff, werd in 1837 te 's-Hertogenbosch geboren als zoon de predikant Manta Meijndert Schim van der Loeff en van Jacobyna Henriette Bellinga Swalve. Na zijn studie theologie was Schim van der Loeff achtereenvolgens van 1862 tot 1865 predikant van de hervormde gemeente van Abbenbroek en van 1865 tot 1880 van de hervormde gemeente van Bergen op Zoom. In 1880 werd hij remonstrants en was van 1880 tot 1892 predikant van de remonstrantse gemeente van Gouda en van 1892 tot zijn emeritaat in 1902 van de remonstrantse gemeente van Leiden. Hij schreef een drietal catechisatieboekje. Hij schreef en vertaalde diverse liedteksten van gezangen, die opgenomen werden in de gezangenbundel van de Nederlandse Hervormde kerk. Van zijn hand verscheen ook in 1887 De rattenvanger van Hameln, een sprookje voor kinderkoor in 3 afdeelingen met muziek van Simon van Milligen.
Schim van der Loeff was tweemaal getrouwd. Hij trouwde op 14 augustus 1862 te 's-Hertogenbosch met Helena Anna Delfos. Zij overleed in 1883 te Gouda. Hij hertrouwde op 25 februari 1886 te Gouda met Johanna Maria Boonders. Schim van der Loeff overleed in december 1906 op 69-jarige leeftijd in zijn woonplaats Leiden.